# 12-es busz (Szekszárd)
A szekszárdi 12-es jelzésű autóbusz az Bottyán-hegy és Baranya-völgy között közlekedik a város főutcáin haladva. Munkanapokon délutánonként Baranya-völgy felé a Tesco áruház érintése nélkül -, hétvégente mindkét irányból Tesco áruház érintésével közlekedik.

## Története
2007 előtt (Ikarus 260-as korszak) csak iskolai napokon közlekedett reggel és délután a Tartsay/Tesco - Holub utca - Wesselényi u. - Széchenyi utca - Szent László u. - Fürdőház utca - Kőrösi Csoma Sándor u. - Mérey utca - Szent László u.- Széchenyi u. - Wesselényi u. - Holub utca - Tartsay/Tesco útvonalon körjáratban.
 2010-től 2022-ig nem közlekedett szerepét az akkori 4A vette át.
2022-ben iskolai előadási napokon közlekedett 1 évig Jobbparászta -> Újvárosi templom -> Zrínyi utca -> Holub József utca -> Csengey Dénes u. -> Tartsay Vilmos u. -> Baka István általános iskola útvonalon. 
 2023 augusztus 12-től a Bottyán-hegy Baranya-völgy kapcsolatát látja el, járatonként eltérő útvonal módosításokkal, munkanapokon délután Otthon utcai betérővel, hétvégente mindkét irányba Tesco áruházi betérővel. 
2024 október 7-től sűrűbben közlekedik. Munkanapokon délutánonként az Otthon utcai kitérő kikerült a menetrendből. Naponta Baranya-völgyből esténként egy darab 16-os járat biztosít még kapcsolatot Baranya-völgy és a városközpont között.

## Útvonala
| Bottyán-hegy – Kőrösi Csoma Sándor utca – Mérey utca – Szent László utca – Széchenyi utca – Béri Balogh Ádám utca – Csatár – Baranya-völgy | Baranya-völgy – Csatár – Tesco – Csatár – Béri Balogh Ádám utca – Széchenyi utca – Szent László utca – Mérey utca - Kőrösi Csoma Sándor utca - Bottyán-hegy |

## Megállóhelyei
| sz. | Megállóhely neve             | Menetidő (perc) | Menetidő (perc) | Átszállási kapcsolatok | Létesítmények                  |
| --- | ---------------------------- | --------------- | --------------- | ---------------------- | ------------------------------ |
| 0   | Bottyán-hegy                 | 0               | 29              |                        | Autóbusz-állomás, Vasútállomás |
| 1   | Zöldkert utca                | 1               | 28              |                        |                                |
| 2   | Szüret utca                  | 2               | 27              |                        |                                |
| 3   | Újfalussy Imre utca sarok    | 3               | 25              |                        |                                |
| 4   | Kőrösi Csoma Sándor utca     | 4               | 24              |                        |                                |
| 5   | Mérey utca 45.               | 5               | 23              |                        |                                |
| 6   | Mérey utca, óvoda            | 6               | 22              |                        |                                |
| 7   | Szent László utca            | 7               | 20              |                        |                                |
| 8   | Posta                        | 8               | ∫               |                        |                                |
| 9   | Nyomda                       | 9               | 18              |                        |                                |
| 10  | Kórház                       | 11              | 17              |                        |                                |
| 11  | Bakta-köz                    | 12              | 16              |                        |                                |
| 12  | Alsóvárosi temető            | 13              | 15              |                        |                                |
| 13  | Baka István általános iskola | ∫               | 14              |                        |                                |
| 14  | Csatár, buszforduló          | ∫               | 12              |                        |                                |
| 15  | Csatári torok                | 15              | ∫               |                        |                                |
| 16  | (Tesco)                      | 16              | 10              |                        |                                |
| 17  | Csatári üzletház             | 18              | 7               |                        | Posta hivatal                  |
| 18  | Csatár, harangláb            | 19              | 6               |                        |                                |
| 19  | Csatár, kerámia              | 20              | 5               |                        |                                |
| 20  | Iván-völgy                   | 21              | 4               |                        |                                |
| 21  | Porkoláb-völgy               | 22              | 3               |                        |                                |
| 22  | Csötönyi-völgy               | 23              | 2               |                        |                                |
| 23  | Faluhely dűlő                | 24              | 1               |                        |                                |
| 24  | Baranya-völgy                | 25              | 0               |                        |                                |